# SMS Kronprinz Erzherzog Rudolf (1887)
«Кронпринц Эрцгерцог Рудольф» (нем. Kronprinz Erzherzog Rudolf) — барбетный броненосец Австро-Венгрии.
Назван в честь Кронпринца Рудольфа — наследника Австрийского престола и мужа Кронпринцессы Стефании Бельгийской.

## Строительство

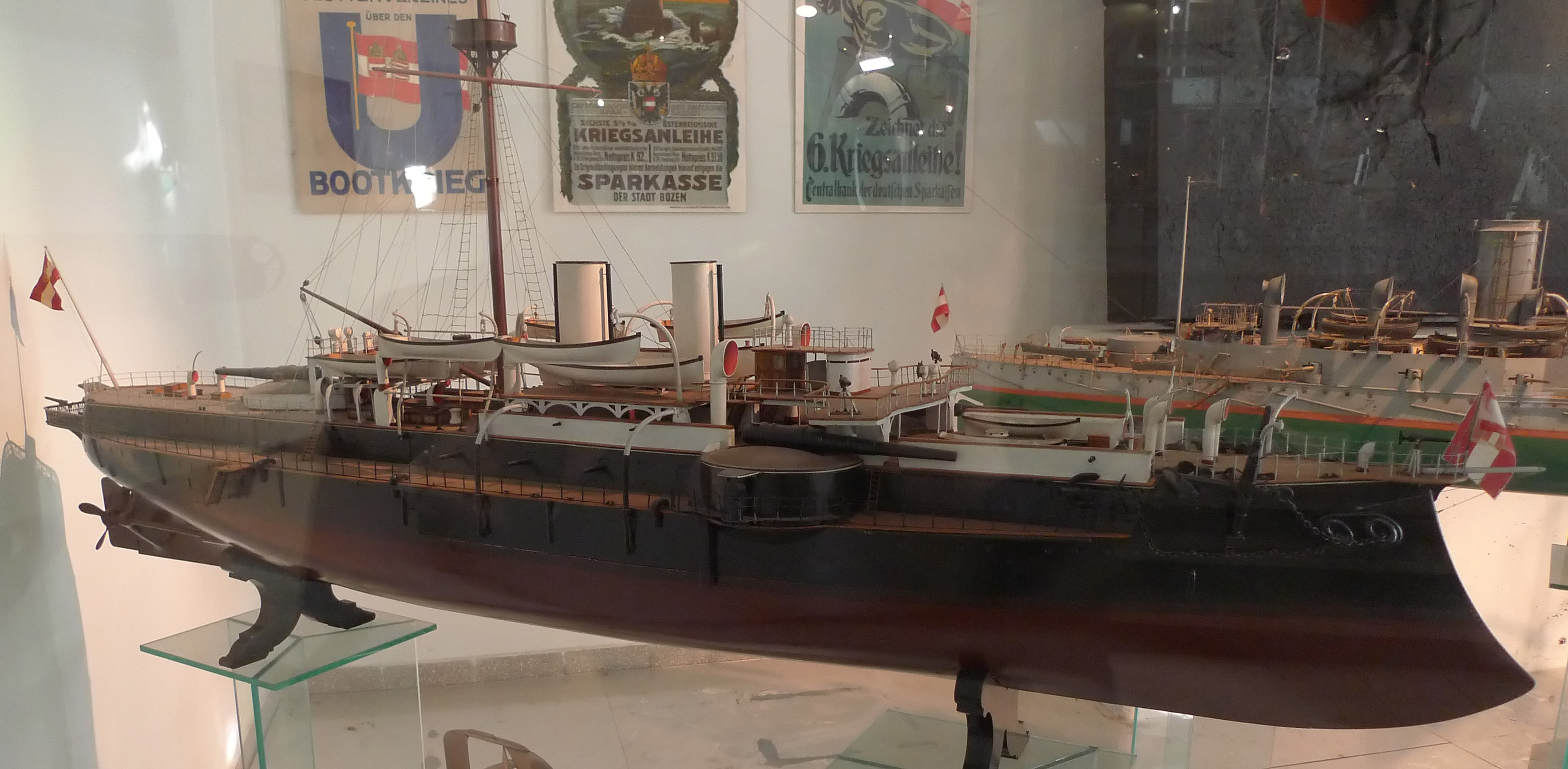
Модель броненосца «Кронпринц Эрцгерцог Рудольф»

«Кронпринц Эрцгерцог Рудольф» был заложен одновременно с «Кронпринцессой Эрцгерцогиней Стефанией», но сильно отличался по конструкции, в том числе высотой борта — массивный «Кронпринц Эрцгерцог Рудольф» был заметно выше более приземистого систершипа.
По другим данным — заложен в 1885 году.

## Конструкция
По некоторым данным, корабль имел водоизмещение 6870 тонн, длину между перпендикулярами 94 м, углубление 7,4 м.

### Бронирование
Броня являла собой ярко выраженную цитадель в средней части корабля. Броневой пояс из сталежелезной брони толщиной 305-мм прикрывал примерно 40 % длины корабля, и был закрыт 280-мм траверсами, оконечности были прикрыты лишь 50-мм броневой палубой. Бронирование барбетов — 254-мм.

### Вооружение
Первоначальное вооружение состояло из трёх 305-мм, шести 150-мм орудий Круппа, одиннадцати малокалиберных пушек и двух торпедных аппаратов. Три 305-мм орудия в барбетных установках располагались по схеме треугольника: два впереди, на спонсонах, и одно сзади, на юте.
После модернизации 1894 года корабль получил орудия калибра 120-мм, которые располагались в тесной небронированной батарее и могли выйти из строя от попадания всего лишь одного снаряда.

### Силовая установка
Двухвинтовая машинная установка имела мощность до 8000 л. с. и позволяла развивать скорость хода до 16 узлов.

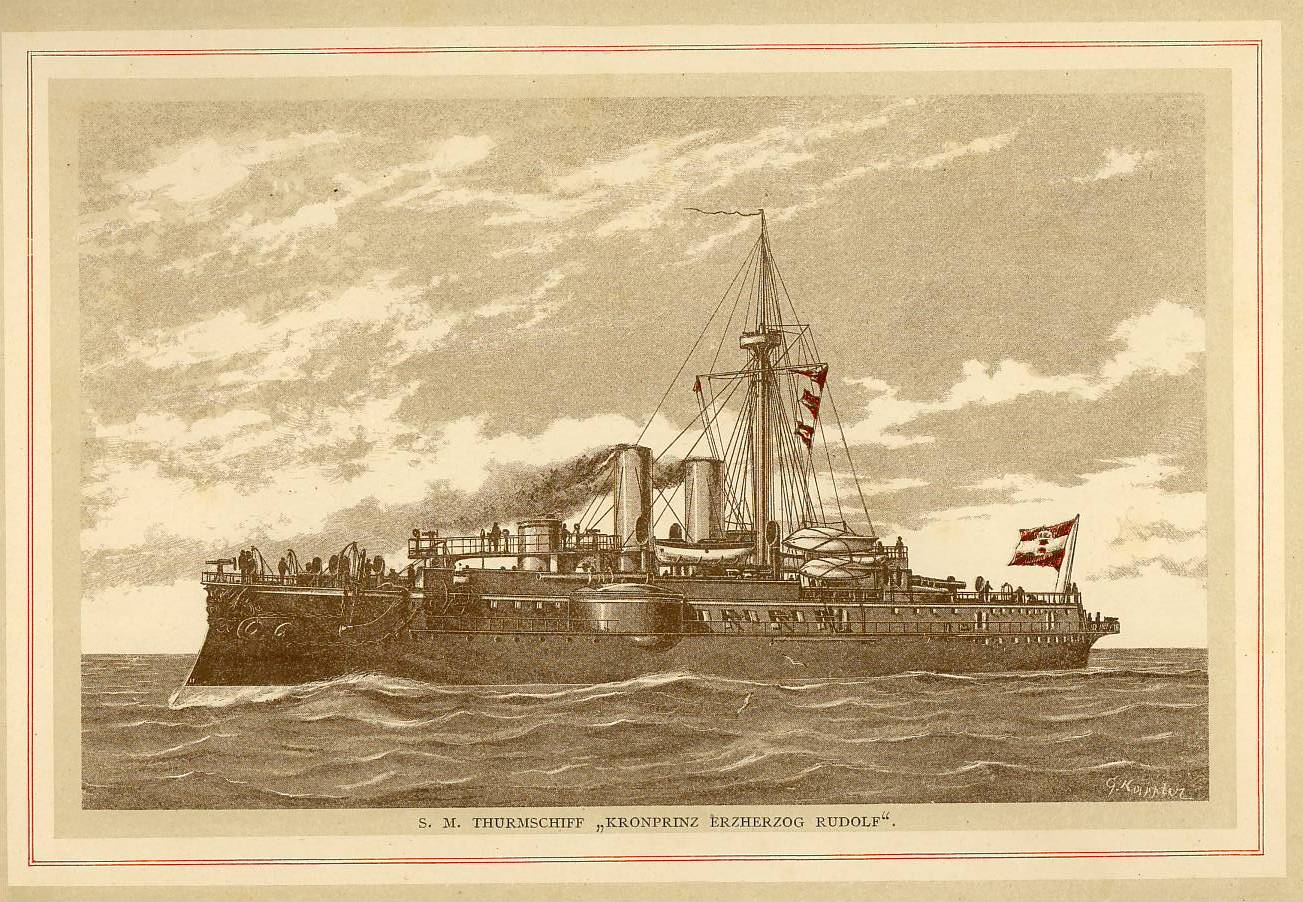
S. M. Thurmschiff «Кронпринц Эрцгерцог Рудольф»

## Служба
Через год после вступления в строй в 1890 году участвовал в совместных с германским флотом манёврах.
Корабль был модернизирован в 1894 году, став броненосцем береговой обороны.
К началу Первой мировой войны корабль уже устарел, и практического участия в ней не принимал.
Броненосец находился в строю 28 лет, но за это время ничем не отличился.
Завершилась служба броненосца «Кронпринц Эрцгерцог Рудольф» сдачей на слом спустя несколько лет после окончания войны.